# Mondovi (thị trấn), Wisconsin
Mondovi là một thị trấn thuộc quận Buffalo, tiểu bang Wisconsin, Hoa Kỳ. Năm 2010, dân số của thị trấn này là 456 người.